# Mourir à trente ans
Mourir à trente ans je francouzský černobílý dokumentární film, který režíroval Romain Goupil. Film byl uveden do kin v roce 1982 a zachycuje režisérův život, tvořený amatérskými záběry, které autor natočil černobíle v letech 1968-1970, barevnými rozhovory pořízenými při natáčení v roce 1981 a archivními záběry ORTF při přípravách městských nepokojů v červnu 1973. Film dobovými obrazy zachycuje každodenní život autora s krajně levicovými názory v letech 1965-1973. Snímek měl světovou premiéru na filmovém festivalu v Cannes.